# Abbaye de Bolton (Irlande)
Pour les articles homonymes, voir Bolton Abbey.
L'abbaye de Bolton est une abbaye trappiste en activité, située à proximité de Moone dans le comté de Kildare en Irlande.

## Histoire

### Fondation
Au début des années 1960, le docteur Robert Farnan donne des terres et des bâtiments qui lui appartiennent afin qu'une abbaye soit fondée dans l'archidiocèse de Dublin. Ce désir rejoint celui de l'archevêque John Charles McQuaid (en). À la demande de ce dernier, l'abbaye de Roscrea accepte de fonder une abbaye-fille et envoie en 1962 Ambrose Farrington et Kieran Dooley préparer les lieux pour une nouvelle fondation.
La fondation officielle a lieu en 1965. Dès 1977, le monastère est reconnu canoniquement comme abbaye de plein droit. Depuis 2012, l'abbaye abrite entre onze et sept moines,.

### Liste des supérieurs et abbés
- Ambrose Farrington, supérieur de 1965 à octobre 1974[5]
- Benedict Kearns, supérieur d'octobre 1974 au 11 juillet 1977, puis abbé de cette date au 18 mars 1994
- Ambrose Farrington, abbé du 20 mai 1994 au 20 mai 2000
- Eoin de Bhaldraithe, abbé du 20 mai 2000 au 20 mai 2006
- Peter Garvey, abbé de 2006 à 2012[1]
- Michael Ryan, abbé à partir de 2012[3]

## Architecture
La ferme du Dr Farnan est un bâtiment de 1750 qui a été adapté pour des usages monastiques, ainsi que les dépendances qui le flanquent, notamment une tour datant de 1500 et une écurie. La conception du bâtiment permet à la fois de respecter la clôture monastique et d'accueillir des visiteurs.

### Articles liés
- Ordre cistercien de la Stricte Observance
- Liste d'abbayes cisterciennes en Irlande